# Arthur Rimbaud

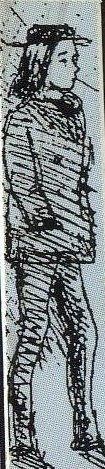
Dibuix d'Arthur Rimabud fet per Paul Verlaine

Jean Nicolas Arthur Rimbaud (Charleville, 20 d'octubre del 1854 - Marsella, 10 de novembre del 1891) fou un poeta francès, conegut pels seus temes transgressors i per la seva influència en la literatura i les arts modernes, pel que es considera un precursor del surrealisme. Va fer la major part de la seva producció literària durant la seva adolescència tardana i la seva primera edat adulta. Rimbaud va deixar d'escriure literatura als 20 anys després d'aplegar la seva darrera obra important, Il·luminacions, escrita entre 1873 i 1875 i publicada el 1886.

## Biografia
Nasqué al si d'una família de classe mitjana de Charleville, al departament de les Ardenes, al nord-est de França. De petit, Rimbaud va ser molt neguitós, tot i que fou un estudiant brillant. A l'edat de quinze anys, ja havia estat guardonat amb molts premis i havia compost versos originals de gran qualitat i diàlegs en llatí.
El 1870, el seu mestre, Georges Izambard, esdevingué el seu primer mentor literari, i els seus versos en francès van adquirir ràpidament una qualitat superior. Sovint fugia de casa seva i molt possiblement, en una d'aquestes fugides, participà breument en la Comuna de París, el 1871, cosa que va retratar al seu poema L'Orgie parisienne ou Paris se repeuple (L'orgia parisenca o París es repobla).
Probablement, fou víctima d'un atac sexual per part de soldats comuners embriacs. El seu poema Le Coeur supplicié (El cor torturat) ho suggereix. Aleshores, es va tornar anarquista i començà a beure i divertir-se colpint els burgesos locals amb les seves robes esparracades i els seus cabells llargs. Al mateix temps, escrigué a Izambard i Paul Démenty sobre el seu mètode per a assolir la transcendència poètica o el poder visionari mitjançant «una llarga, immensa i racional bogeria de tots els sentits» (Les lettres du voyant- Les cartes del vident). Va tornar a París al final de setembre del 1871 davant la invitació de l'eminent parnassià Paul Verlaine (profundament impressionat per la lectura de l'obra mestra de Rimbaud: Le bateau ivre- El vaixell embriac).
Rimbaud va viure per poc de temps a casa de Verlaine, i es va traslladar a cases d'amics comuns, com el nord-català Ernest Cabaner o Charles Cros. El poeta Verlaine, d'orientació bisexual, ràpidament es va enamorar d'aquell ombrívol i alt adolescent, d'ulls blaus i cabells castanys, i immediatament van esdevenir amants; portaren en endavant una vida dissoluta de vagabunds, embriacs d'absenta i haixix. Així van escandalitzar l'elit literària parisenca, indignada particularment pel comportament de Rimbaud, l'arquetípic enfant terrible. Al llarg d'aquest període, va continuar escrivint els seus contundents, visionaris versos moderns, superant el seu mestre, Charles Baudelaire.
La turbulenta relació homosexual entre Rimbaud i Verlaine els va conduir a Londres el 1872, i Verlaine abandonà la seva esposa i el seu fill (als quals acostumava a maltractar en extrem durant les seves ires causades per l'alcohol).
El juliol del 1873, després d'una brega particularment violenta a l'estació de trens de Brussel·les, Verlaine va disparar al canell de Rimbaud. Tement per la seva vida, Rimbaud va cridar la policia. Verlaine va ser arrestat i sotmès a un humiliant examen mèdic legal, de manera que es va considerar la comprometedora correspondència i les acusacions de l'esposa de Verlaine quant a la naturalesa de l'amistat entre aquests dos homes. El jutge va ser implacable i, malgrat que Rimbaud va retirar la denúncia, Verlaine va ser condemnat a dos anys de presó.
Rimbaud tornà a Charleville i completà Une saison en enfer (Una temporada a l'infern) en prosa, amplament considerada una de les obres pioneres del modern mètode simbolista d'escriptura i descripció d'aquella vida de «drôle de ménage» ('estranya parella') amb Verlaine, el seu «pitoyable frère» ('penós germà') i «vierge folle» ('verge foll') del qual n'era «l'époux infernal»('l'espòs infernal'). El 1874, retornà a Londres amb el poeta Germain Nouveau, amb qui posà la seva rupturista Illuminations, incloent-hi els primers dos poemes de rima lliure, en francès.
Rimbaud i Verlaine es retrobaren per darrera vegada el 1875, a Alemanya, quan Verlaine va recuperar la llibertat després de la seva falsa conversió al catolicisme. Aleshores, Rimbaud havia abandonat l'escriptura i havia optat per una vida estable de treball, fart ja de la salvatge existència anterior, segons alguns afirmaren o, ja que havia decidit fer-se ric i independent, per poder després convertir-se en un poeta i home de lletres lliure de penúries econòmiques, segons d'altres especularen.
Continuà viatjant extensament per Europa, normalment a peu. L'estiu del 1876, s'enrolà com a soldat en l'exèrcit neerlandès per viatjar gratis a l'illa de Java (Indonèsia), on ràpidament desertà, i posteriorment tornà a França amb vaixell. Viatjà a Xipre i, el 1880, finalment, s'establí a Adén (Iemen), com a empleat de certa importància en l'Agència Bardey. Allà tingué diverses amants nadiues i durant un temps visqué amb una abissínia.
El 1884, deixà aquest treball i es convertí en mercader per compte propi a Harar, a l'actual Etiòpia. Va fer-hi una petita fortuna com a traficant d'armes fins que se li desenvolupà una sinovitis al genoll dret, que degenerà en carcinoma, la qual cosa el forçà a retornar a França el 9 de maig del 1891, on pocs dies després li hagueren d'amputar la cama. Finalment, morí a Marsella, el 10 de novembre, a l'edat de 37 anys.

## Estil
Dedicà gran part de la seva obra a fer recerques poètiques sobre la llengua, amb neologismes i un ús abundant de les imatges i de la personificació com a recursos retòrics. El seu estil es basa en la musicalitat i en el domini dels sentits, així com en el rebuig de les convencions burgeses. Per aquest motiu, el decadentisme i el primer surrealisme el prengueren com a model estètic.

## Poesia
Els primers poemes coneguts d'Arthur Rimbaud emulen majoritàriament l'estil de l'escola Parnasse i d'altres poetes contemporanis famosos com Victor Hugo, encara que ràpidament va desenvolupar un enfocament original, tant temàticament com estilístic (en particular barrejant paraules i idees profanes amb versos sofisticats, com a Vénus Anadyomène, Oraison du soir o Les chercheuses de poux). Més tard, Rimbaud es va inspirar de manera destacada en l'obra de Charles Baudelaire. Aquesta inspiració l'ajudaria a crear un estil de poesia més tard etiquetat com a simbolista.
El maig de 1871, als 16 anys, Rimbaud va escriure dues cartes explicant la seva filosofia poètica, comunament anomenades Lettres du voyant. En el primer, escrit el 13 de maig a Izambard, Rimbaud va explicar:
| « | Ara m'estic fent tan escuma com puc. Per què? Vull ser poeta, i estic treballant per convertir-me en un vident. No entendreu res d'això, i gairebé sóc incapaç d'explicar-vos-ho. La idea és arribar al desconegut pel trastorn de tots els sentits. Implica un patiment enorme, però cal ser fort i ser un poeta nat. Realment no és culpa meva. | » |

La segona carta, escrita el 15 de maig —abans del seu primer viatge a París— al seu amic Paul Demeny, exposava les seves teories revolucionàries sobre la poesia i la vida, alhora que denunciava alguns dels poetes més famosos que el van precedir (reservant una crítica especialment dura a Alfred de Musset. De Musset, tot i que tenia en alta estima Charles Baudelaire, encara que, segons Rimbaud, la seva visió es veia obstaculitzada per un estil massa convencional). Desitjant noves formes i idees poètiques, va escriure:
| « | Jo dic que cal ser vident, fer-se vident. El poeta es fa vident per un llarg, prodigiós i racional desordre de tots els sentits. Tota forma d'amor, de sofriment, de bogeria; es busca a si mateix, consumeix tots els verins que hi ha en ell i en conserva només les quintessències. Aquesta és una tortura indescriptible durant la qual necessita tota la seva fe i força sobrehumana, i durant la qual esdevé el gran pacient, el gran criminal, el gran maleït —i el gran docte!— entre els homes.—Perquè arriba al desconegut. ! Perquè ha cultivat la seva pròpia ànima —que era rica per començar— més que cap altre home! Arriba al desconegut; i encara que, boig, acabi perdent la comprensió de les seves visions, almenys les ha vist! Que mori carregant a través d'aquelles coses indicibles i innominables: vindran altres treballadors horribles; començaran des dels horitzons on ha sucumbit! | » |

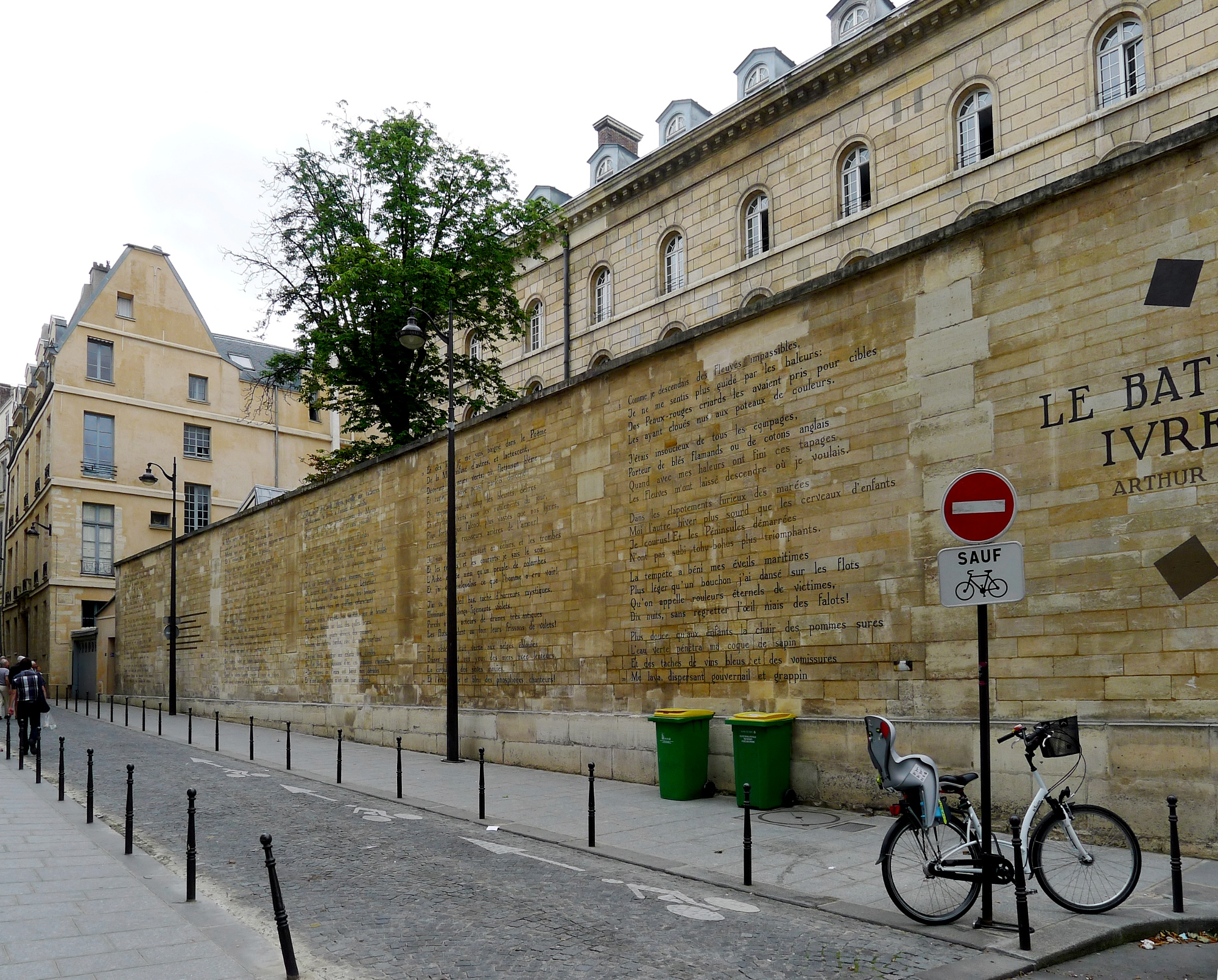
El poema Le Bateau ivre en una paret de París

Rimbaud va exposar les mateixes idees en el seu poema Le Bateau ivre. Aquest poema de cent línies explica la història d'un vaixell que s'allibera de la societat humana quan els seus conductors són assassinats per «pells roges». Al principi pensant que va a la deriva on vol, el vaixell aviat s'adona que s'està guiant per i cap al «poema del mar» Veu visions tant magnífiques (el despertar blau i groc dels fòsfors cantant) com repugnants (xarxes on a les canyes es podria tot un leviatà). Acaba flotant i rentat, desitjant només enfonsar-se i convertir-se en un amb el mar.
Archibald MacLeish ha comentat aquest poema: «Qualsevol persona que dubti que la poesia pugui dir allò que la prosa no pot dir només ha de llegir juntes les anomenades Lettres du Voyant i Bateau ivre. El que és pretensiós i adolescent a les Lletres és cert en el poema, és cert sense resposta.
Tot i que Le Bateau ivre encara estava escrit en un estil majoritàriament convencional, malgrat els seus invents, els seus poemes posteriors de 1872 (comunament anomenats Derniers vers o Vers nouveaux et chansons, encara que no els va donar títol) van desconstruir encara més el vers francès, introduint ritmes estranys i esquemes de rima solts, amb temes encara més abstractes i fràgils.
Després d'Une saison en enfer, la seva «prodigiosa biografia psicològica escrita en aquesta prosa de diamants que és la seva propietat exclusiva». (segons Paul Verlaine), una prosa poètica en què ell mateix comentava alguns dels seus poemes en vers de 1872, i va percebre el fracàs dels seus propis esforços passats (Alchimie du verbe), va passar a escriure els poemes en prosa coneguts com a Il·luminacions renunciant completament a les estructures preconcebudes per explorar recursos del llenguatge poètic fins ara no utilitzats, atorgant la majoria de les peces amb una qualitat inconnexa, al·lucinatòria, onírica. Rimbaud va morir sense el benefici de saber que els seus manuscrits no només s'havien publicat, sinó que eren lloats i estudiats, després d'haver aconseguit finalment el reconeixement pel qual havia lluitat.
Després va deixar d'escriure poesia del tot. El seu amic Ernest Delahaye, en una carta a Paul Verlaine cap al 1875, va afirmar que s'havia oblidat completament del seu passat per escriure poesia. El poeta i erudit francès Gérard Macé va escriure: «Rimbaud és, abans que res, aquest silenci que no es pot oblidar, i que, per a qualsevol que intenti escriure'l, és allà, inquietant. Fins i tot ens prohibeix caure en el silenci; perquè ho va fer millor que ningú».
El poeta francès Paul Valéry va afirmar que «tota la literatura coneguda està escrita en la llengua del sentit comú, excepte la de Rimbaud». La seva poesia va influir en els simbolistes, els dadaistes i els surrealistes, i els escriptors posteriors van adoptar no només alguns dels seus temes, sinó també el seu ús inventiu de la forma i el llenguatge.

## Obres
- Poésies.
- Le bateau ivre (1871).
- Une Saison en Enfer (1873).
- Les illuminations (1874).
- Lettres.

Rimbaud ha estat traduït al català per Joan Brossa i per Josep Palau i Fabre, entre d'altres.